# Blowin' Your Mind!
Blowin' Your Mind! je debutové sólové studiové album irského písničkáře Van Morrisona. Album poprvé vyšlo v září 1967 a obsahovalo i jeho první hit s názvem „Brown Eyed Girl.“

## Seznam skladeb
| Strana 1 | Strana 1               | Strana 1     | Strana 1 |
| Pořadí   | Název                  | Autor        | Délka    |
| -------- | ---------------------- | ------------ | -------- |
| 1.       | Brown Eyed Girl        | Van Morrison | 3:03     |
| 2.       | He Ain't Give You None | Morrison     | 5:13     |
| 3.       | T.B. Sheets            | Morrison     | 9:44     |

| Strana 2 | Strana 2                      | Strana 2                  | Strana 2 |
| Pořadí   | Název                         | Autor                     | Délka    |
| -------- | ----------------------------- | ------------------------- | -------- |
| 1.       | Spanish Rose                  | Morrison                  | 3:06     |
| 2.       | Goodbye Baby (Baby Goodbye)   | Wes Farrell, Bert Russell | 2:57     |
| 3.       | Ro Ro Rosey                   | Morrison                  | 3:03     |
| 4.       | Who Drove the Red Sports Car? | Morrison                  | 5:35     |
| 5.       | Midnight Special              | traditional               | 2:51     |

| Bonusy na CD reedici z roku 1994 | Bonusy na CD reedici z roku 1994                   | Bonusy na CD reedici z roku 1994 | Bonusy na CD reedici z roku 1994 |
| Pořadí                           | Název                                              | Autor                            | Délka                            |
| -------------------------------- | -------------------------------------------------- | -------------------------------- | -------------------------------- |
| 8.                               | Spanish Rose (alternativní verze)                  | Morrison                         | 3:38                             |
| 9.                               | Ro Ro Rosey (alternativní verze)                   | Morrison                         | 3:09                             |
| 10.                              | Goodbye Baby (Baby Goodbye) (alternativní verze)   | Farrell, Russell                 | 2:39                             |
| 11.                              | Who Drove the Red Sports Car? (alternativní verze) | Morrison                         | 3:49                             |
| 12.                              | Midnight Special (alternativní verze)              | traditional                      | 2:46                             |